# Leonce und Lena
Leonce und Lena ist das einzige Lustspiel von Georg Büchner. Es verknüpft Elemente der romantischen Komödie mit jenen der politischen Satire. Büchner schrieb das Werk im Frühjahr 1836 für einen Wettbewerb der Cotta’schen Verlagsbuchhandlung, versäumte allerdings den Einsendeschluss und erhielt es ungelesen zurück. Uraufgeführt wurde es fast 60 Jahre später, am 31. Mai 1895, in einer Freilichtaufführung des Münchner Theatervereins Intimes Theater unter der Regie von Ernst von Wolzogen und unter Mitwirkung von Max Halbe und Oskar Panizza. Dies wirft ein Licht auf die Modernität Büchners, dessen literarische Weltgeltung erst im 20. Jahrhundert erkannt wurde.
Erich Kästner zählte Leonce und Lena zu den sechs wichtigsten klassischen Komödien deutscher Sprache.

## Inhalt
Der melancholische, traumversunkene Prinz Leonce vom Königreiche Popo (in seiner territorialen Winzigkeit und intellektuellen Borniertheit eine Persiflage auf die deutschen Kleinstaaten) langweilt sich: „Mein Leben gähnt mich an wie ein großer weißer Bogen Papier, den ich vollschreiben soll, aber ich bringe keinen Buchstaben heraus.“ Auch sein Verhältnis zu seiner Mätresse, der schönen Tänzerin Rosetta, ermüdet ihn mehr, als dass es ihn anregt. Nur im Sterben dieser Liebe sieht er noch einen gewissen Reiz. Gefühl- und rücksichtslos lässt er Rosetta fallen. Diese verliert ihre Funktion und muss das Schloss verlassen. Trotz seiner Jugend scheint dem Prinzen der Höhepunkt seines Lebens bereits vorüber: „Mein Kopf ist ein leerer Tanzsaal, einige verwelkte Rosen und zerknitterte Bänder auf dem Boden, geborstene Violinen in der Ecke, die letzten Tänzer haben die Masken abgenommen und sehen mit todmüden Augen einander an.“
Da wird er von seinem Vater, König Peter, vor vollendete Tatsachen gestellt: Leonce soll die ihm völlig unbekannte Prinzessin Lena vom Königreich Pipi heiraten. Nicht gewillt, den Bund der Ehe einzugehen, flüchtet er Richtung Italien, um sich für den Rest seines Lebens dem süßen Nichtstun („o dolce far niente“) hinzugeben. Begleitet wird er dabei von seinem treuen, aber arbeitsscheuen Diener Valerio, der, ähnlich wie Sancho Pansa, als stets leicht betrunkener und immer heißhungriger Genussmensch seinen idealistisch verträumten Herrn immer wieder auf den Boden der Wirklichkeit zurückholt. König Peter, ein scheinbar aufgeklärter, in Wahrheit jedoch völlig geistloser absolutistischer Monarch, beruft derweil eine Staatsratsversammlung ein, um seinen Entschluss, seinen Sohn zu verheiraten, bekannt zu geben.
Auf dem Weg nach Italien begegnen Leonce und Valerio „zufällig“ zwei Damen: Prinzessin Lena, die sich ebenfalls auf der Flucht befindet, weil sie sich vor der Heirat mit einem ungeliebten Mann fürchtet, und ihre Gouvernante, die eine ähnlich burleske Rolle für Lena spielt wie Valerio für Leonce. Nicht ahnend, dass sie den versprochenen Partner vor sich haben, verlieben sich die beiden spontan ineinander. Fasziniert von Lenas schöner Traurigkeit und überwältigt von seinen romantischen Gefühlen, will sich Leonce sofort in den nächsten Fluss stürzen, wird aber von Valerio davon abgehalten, der die Tragik des Freitods ins Lächerliche zieht und Leonce spöttisch bittet, ihn mit seiner „Leutnantsromantik“ zu verschonen. Statt für Selbstmord plädiert er für eine handfeste Heirat und ein gemeinsames Altwerden der beiden Melancholiker. Die notwendigen Vorkehrungen für eine reibungslose Einfädelung des Arrangements am Hofe des Bräutigams verspricht er selbst in die Hand zu nehmen.
Im Königreich Popo probt der Zeremonienmeister mit dem Bauernvolk den feierlichen Empfang des erwarteten Hochzeitspaares, eine ebenso sarkastische wie zynische Szene über bäuerliches Elend und aristokratische Arroganz. Im Schloss, von wo man das gesamte Königreich überblicken kann, geraten der König und sein Gefolge inzwischen in immer größere Unruhe, weil der Prinz verschwunden ist und die Hochzeit zu platzen droht. Doch da sieht man an der Grenze des Reiches vier Gestalten auftauchen. Das Liebespaar Leonce und Lena hat sich bis zur Unkenntlichkeit verkleidet und wird von Valerio als die „zwei weltberühmten Automaten“ angepriesen, die alle Funktionen menschlichen Lebens perfekt erfüllen könnten. König Peter beschließt daraufhin, die Hochzeit in effigie zu feiern, mit den Automaten als Braut und Bräutigam. Am Ende der Zeremonie nimmt das Paar die Masken ab und es stellt sich erst jetzt für die beiden heraus, dass sie nicht – wie beabsichtigt – ihren Vätern einen genialen Streich gespielt haben, sondern dem vorherbestimmten Schicksal ihrer Verbindung nicht aus dem Weg gehen konnten. Leonce ist begeistert von dieser „Vorsehung“ und akzeptiert mit verzweifelt komischer Ironie sein Los als König über ein Reich stumpfsinnig gehorsamer Untertanen. Und auch Lena akzeptiert ihre neue Rolle mit Freude. Valerio, wegen seiner Verdienste bei der Inszenierung der Hochzeit von Leonce zum Staatsminister ernannt, parodiert die Situation zusätzlich, indem er befiehlt, die bestehende Ordnung im Chaos versinken und nur noch auf individuellen Genuss ausrichten zu lassen.

## Analyse
Büchners Komödie vom lebensmüden Traumprinzen, der nicht gewillt ist, seinen romantischen Idealen mehr zu gönnen als einen halbherzigen Ausbruchsversuch aus dem operettenhaften Fürstenhof, ist keineswegs harmlos: Die wortspielreiche Ironie und virtuos artikulierte Absurdität entlarven nicht nur das zeitgenössische Bedürfnis nach Genie und Heros als irrationalistischen Eskapismus, sondern treffen auch die Hohlheit eines Adels, der das Volk für sich arbeiten lässt und selber nur eines kennt: dekadente Langeweile. Die beißende Kritik an der provinziellen Kleinstaaterei zur Zeit des Deutschen Bundes ist hinter der Maske der Komödie unübersehbar.
Auch der typische Lustspielschluss, in dem die Hochzeitsfeier vom Bräutigam kurzerhand abgebrochen und ihre Wiederholung, wie die des Theaterstücks selbst, selbstironisch auf den nächsten Tag verschoben wird – „morgen fangen wir in aller Ruhe und Gemütlichkeit den Spaß noch einmal von vorn an“ –, markiert nicht nur die Fortsetzung des zum leeren Ritual erstarrten Lebens, an dem die Protagonisten bisher gelitten haben, sondern leitet zugleich über in eine Schlaraffenland-Utopie, die derjenigen der übrigen Revolutionstexte Büchners durchaus nicht widerspricht. Valerio  erlässt ein Dekret, „daß Jeder der sich rühmt sein Brot im Schweiße seines Angesichts zu essen, für verrückt und der menschlichen Gesellschaft gefährlich erklärt wird und dann legen wir uns in den Schatten und bitten Gott um Makkaroni, Melonen und Feigen, um  musikalische Kehlen, klassische Leiber und eine kommode Religion!“ Und gegen die bisherige höfische Leere und Langeweile des Lebens verspricht Leonce seiner neuen Braut: „wir lassen alle Uhren zerschlagen, alle Kalender verbieten und zählen Stunden und Monden nur nach der Blumenuhr, nur nach Blüte und Frucht.“

## Wichtige Inszenierungen
- 1923 – Landestheater Darmstadt. Regie: Gustav Hartung[3]
- 1963 – Landestheater Darmstadt mit Helmut Griem, Heinz Bennent, Kornelia Boje, Maria Kayssler, Paul Gogel. Regie: Hans Bauer
- 1963 – Münchner Kammerspiele. Regie: Fritz Kortner
- 1975 – Salzburger Festspiele. mit Klaus Maria Brandauer und Marianne Nentwich. Regie: Johannes Schaaf. Als DVD erhältlich, ISBN 978-3-939873-51-8.
- 1978 – Volksbühne am Rosa-Luxemburg-Platz (Berlin). Regie: Jürgen Gosch
- 1981 – Münchner Kammerspiele. Regie: Dieter Dorn
- 1991 – Thalia-Theater Hamburg Regie: Axel Manthey
- 2001 – Burgtheater Wien. Inszenierung: Sven-Eric Bechtolf
- 2003 – Berliner Ensemble mit Stefan Kurt und Nina Hoss. Bühnenmusik und Songs: Herbert Grönemeyer. Regie: Robert Wilson
- 2008 – Aalto-Theater Essen, Ballett von Christian Spuck
- 2008 – Thalia-Theater Hamburg Regie: Dimiter Gotscheff
- 2016 – Nationaltheater Mannheim Regie: Sebastian Schug[4]
- 2019 – Residenztheater München, Regie und Bühne Thom Luz
- 2021 – Staatsschauspiel Dresden, Kleines Haus, Regie: Joanna-Maria Praml
- 2022 – Musiktheater im Revier Regie: Astrid Griesbach. Bühnenmusik und Songs: Herbert Grönemeyer (aus der Produktion von 2003)[5]
- 2023 – Düsseldorfer Schauspielhaus, Regie: Nora Schlocker

## Verfilmung
- 1990 – Regie: Michael Klemm mit Horst Wüst, Astrid Weiss, Michael Klemm, Irmi Gillitzer

## Hörspiele
- 1924: Leonce und Lena – Regie: Nicht bekannt, mit Gerd Fricke (Leonce), Erna Reigbert (Lena) (SÜWRAG)
- 1925: Leonce und Lena – Regie und Sprecher: Karl Köstlin, mit Elsa Pfeiffer (Leonce), Edith Fritz (Lena) (SÜRAG)
- 1926: Leonce und Lena – Regie: Alfred Braun, mit Günther Hadank (Leonce), Edith Fritz (Lena) (Funk-Stunde Berlin)
- 1926: Leonce und Lena – Regie: Hellmuth Habersbrunner, mit Ferdinand Classen (Leonce), Ewis Borkmann (Lena) (Deutsche Stunde in Bayern)
- 1948: Leonce und Lena – Regie: Hans Quest, mit Will Quadflieg (Leonce), Dagmar Altrichter (Lena) (NWDR)
- 1949: Leonce und Lena – Regie: Helmut Brennicke, mit Otto Arneth (Leonce), Ilse Petri (Lena) (BR)
- 1952: Leonce und Lena – Regie: Karlheinz Schilling, mit Gerd Martienzen (Leonce), Martha Marbo (Lena) (HR)
- 1952: Leonce und Lena – Regie: Wilm ten Haaf (Saarländischer Rundfunk GmbH)
- 1953: Leonce und Lena – Regie: Paul Land, mit Hans Quest (Leonce), Karin Schlemmer (Lena) (SDR)
- 1955: Leonce und Lena – Bearbeitung und Regie: Wilm ten Haaf, mit Jürgen Goslar (Leonce), Gustl Halenke (Lena) (Saarländischer Rundfunk GmbH)
- 1958: Leonce und Lena – Regie: Gert Westphal, mit Oskar Werner (Leonce), Gertrud Kückelmann (Lena) (SWF) (CD-Edition: Der Audio Verlag 2003/2013)
- 1963: Leonce und Lena – Regie: Horst Loebe, mit Christian Rode (Leonce), Charlotte Weninger (Lena) (SDR)
- 1964: Leonce und Lena – Regie: Willi Schmidt, mit Klaus Kammer (Leonce), Heidemarie Theobald (Lena) (RIAS)
- 1984: Leonce und Lena – Bearbeitung (Wort): Peter Goslicki; Regie: Achim Scholz; Mitwirkende: Dieter Montag (Leonce), Volkmar Kleinert (Valerio), Johanna Schall (Lena), Karin Gregorek (Gouvernante), Kurt Böwe (König Peter), Dieter Wien (Präsident), Simone von Zglinicki (Rosetta), Günter Zschäckel (Landrat), Horst Lebinsky (Schulmeister); Produktion: Rundfunk der DDR[6]
- 2017: Leonce und Lena – Bearbeitung und Regie: Marion Hirte; Oliver Sturm, mit Gerd Wameling, Irm Hermann (RBB)

## Bearbeitungen
- Kammeroper von Kurt Schwaen, 1960 (Uraufführung 1961, Apollosaal der Deutschen Staatsoper Berlin)
- Fernsehoper von Werner Haentjes, 1962 (WDR-Fernsehproduktion).
- Oper von Paul Dessau, 1979 (Uraufführung an der Deutschen Staatsoper Berlin) sowie von Erich Zeisl (Uraufführung emigrationsbedingt 1952 in Los Angeles)[7]
- Aktualisierung unter dem Titel „Neonce und Nena“[8] von Hans Fraeulin (Uraufführung am 7. Januar 1987 im Malersaal der Grazer Oper).
- Kinderbuch bearbeitet von Jürg Amann mit Illustrationen von Lisbeth Zwerger. NordSüd Verlag, Zurich 2013, ISBN 978-3-314-10181-6.